# Red Dead Redemption: Undead Nightmare
Red Dead Redemption: Undead Nightmare é um conteúdo para download do jogo eletrônico Red Dead Redemption. Foi desenvolvido pela Rockstar San Diego e publicado pela Rockstar Games, sendo um episódio de história autônomo temático de zumbis. A história de Undead Nightmare segue o protagonista John Marston enquanto busca a cura para uma praga zumbi que infectou sua esposa e filho. A jogabilidade é similar a Red Dead Redemption, com o jogador podendo percorrer livremente um mundo aberto e interagir com diversos elementos e personagens não jogáveis da maneira como desejar.
Há muito a equipe da Rockstar Games tinha o interesse em criar um jogo de zumbis, porém até então nunca tinha conseguido encontrar um jogo que se encaixasse na temática. Eles finalmente acharam que o universo e mundo de Red Dead Redemption combinava com a herança cinematográfica do gênero terror. A Rockstar queria que o conteúdo adicional funcionasse fora da história principal, porém usando os mesmos personagens e atmosfera. Undead Nightmare foi lançado digitalmente para PlayStation 3 e Xbox 360 em 26 de outubro de 2010 e depois como um disco óptico autônomo em novembro. O jogo foi lançado para o Nintendo Switch e o PlayStation 4 em 17 de agosto de 2023.
Undead Nightmare foi bem recebido ao ser lançado. Os críticos elogiaram principalmente sua forma como um conteúdo para download, a criação da ambientação zumbi e os altos níveis de produção, com muitos salientando como seu tom era mais bem humorado quando comparado ao jogo principal. As principais críticas centraram-se nos controles de movimento dos personagens e na falta de variação na jogabilidade de combate. A expansão vendeu mais de duas milhões de cópias em varejo e hoje é considerada um dos melhores conteúdos para download já produzidos na história dos jogos eletrônicos.

## Jogabilidade

John Marston enfrentando zumbis enquanto tenta libertar uma cidade. Undead Nightmare adicionou novas armas e elementos de jogabilidade.

Red Dead Redemption: Undead Nightmare é um conteúdo para download que atua como história alternativa para os eventos de Red Dead Redemption, apresentando uma nova história de terror com a temática de zumbis e ambientes do jogo original retrabalhados para parecerem mais sombrios e assustadores. Assim como o jogo principal, Undead Nightmare é um jogo eletrônico de ação-aventura em um mundo aberto de faroeste. Sua história principal dura aproximadamente seis horas para ser completada e pode ser acessada separadamente pelo menu principal. A campanha não compartilha os mesmos dados de salvamento do jogo base e também não necessita que ele esteja instalado para ser jogada.
O jogador pode participar de missões de história que avançam a narrativa principal ou desviarem do caminho para realizarem atividades paralelas, como pedidos de estranhos, desafios e outras digressões. Estas tem um formato similar ao jogo original, porém seus objetivos encaixam-se dentro da temática principal de zumbis. Por exemplo, é possível ir atrás de pessoas desaparecidas em vez de bandidos procurados pela justiça, ou esvaziar cemitérios no lugar de esconderijos de gangues. O jogador é convocado para libertar cidades tomadas por zumbis, algo que o recompensa com munição, novos lugares para se hospedar, missões novas e ajuda da população local. Essas cidades permanecem livres por vários dias dentro do jogo, porém eventualmente precisam de novo auxílio do jogador quando os zumbis retornam. É possível escolher compartilhar munição com o povo das cidades, com ela servindo de moeda no jogo já que todas as lojas estão fechadas. Há menos ênfase em Undead Nightmare para o nível de moralidade ou imoralidade do protagonista do que em Red Dead Redemption, como por exemplo pouca repercussão por escolher ajudar ou matar um civil inocente.
Há diferentes tipos zumbis: os "caminhantes" são lentos de longe porém correm quando se aproximam do personagem, zumbis gordos tentam derrubar o jogador, enquanto outros cospem veneno verde à distância. Há também novas armas, incluindo água benta, iscas para mortos-vivos e um bacamarte que usa partes de zumbis como munição. O jogador pode usar uma combinação dessas habilidades a fim de derrotar hordas de mortos-vivos, que só podem ser derrotados ao destruir a cabeça. Marston, por exemplo, pode empregar uma isca para atrair um grupo para determinada área e lançar um explosivo, usar o modo Dead Eye para disparar tiros na cabeça ou eliminar os zumbis de um teto, onde não pode ser alcançado. Outros personagens não-jogáveis que são infectados pela praga transformam-se em zumbis em tempo real e podem atacar o jogador.
O modo de viagem rápida não está disponível em Undead Nightmare, encorajando o jogador a usar assentamentos a fim de guardar seus itens. Marston cavalga cavalos zumbis, que ele pode chamar assoviando. Existem também quatro cavalos míticos, chamados de Quatro Cavalos do Apocalipse, com habilidades específicas espalhadas pelo mapa de jogo, com o jogador podendo procurá-los e domá-los. Além disso, há outras criaturas míticas como o Pé-grande, chupa-cabra e um unicórnio. Também foram incluídos duas roupas novas para Marston, opções cosméticas para armas, novas montarias e troféus de conquistas.
Undead Nightmare também adicionou dois novos modos multijogador para o componente: Invasão de Mortos-Vivos e Apropriação de Terra. O primeiro é um modo de horda em que até quatro jogadores combatem cooperativamente várias ondas de zumbis. Eles devem abrir caixões entre ondas para reiniciar o contador de tempo, desencorajando os jogadores de permanecerem estacionários. Este modo também foi projetado para incentivar a cooperação para a realização dos objetivos. O segundo era um adicional para o modo de livre exploração do multijogador e não estava conectado à temática de zumbis. Nele, os jogadores precisam assegurar sete áreas diferentes no mapa. Jogadores que são donos apenas do jogo original podem participar de partidas de Apropriação de Terra, porém apenas aqueles com Undead Nightmare são capazes de iniciá-las.

## Enredo
Undead Nighmare se passa em uma linha do tempo alterativa em relação ao jogo original. Certa noite na fazenda Marston, Tio é transformado em um zumbi e morde Abigail Marston, que por sua vez morde seu filho Jack Marston. John Marston mata Tio, porém sua esposa e filho também são transformados em zumbis. Marston os deixa presos em casa e parte em busca de uma cura. Ele chega na cidade de Blackwater e, depois de ajudar grupos de sobreviventes, houve vários rumores sobre a origem da praga, que acabam levando Marston a antigos conhecidos como o vigarista Nigel West Dickens, a fazendeira Bonnie MacFarlane, o delegado Leigh Johnson e o caçador de tesouros Seth Briars. Este último informa que a praga está relacionada de alguma forma com os astecas, instruindo-o a ir para o México investigar mais a fundo.
Marston descobre que a praga está pior no México do que nos Estados Unidos. Ele ajuda um grupo de freiras em seu convento, com a líder delas, chamada simplesmente de Madre Superiora, informando que o rebelde Abraham Reyes é o culpado por toda a praga. Marston encontra Reyes, porém descobre que ele foi transformado em zumbi e está perseguindo uma mulher. Depois de ser salva, a mulher conta a Marston que o desejo de Reyes por invulnerabilidade o fez roubar uma máscara asteca, que libertou a praga. Os dois devolvem a máscara para seu devido lugar, com a mulher revelando-se ser a deusa Ayauhtéotl e os zumbis voltando ao normal. Marston retorna para casa, encontrando Abigail e Jack sãos e salvos. No epílogo, Seth rouba a máscara novamente e faz os mortos voltarem de novo, incluindo Marston, que agora pode ser jogado como zumbi, já que sua consciência foi mantida.

## Desenvolvimento
A desenvolvedora Rockstar San Diego começou a preparar e lançar uma série de conteúdos para download após o lançamento de Red Dead Redemption em maio de 2010, dos quais Undead Nightmare era um deles. O mundo de jogo foi projetado para não ser necessariamente sério, mas que pertencesse ao gênero de faroeste sem precisar regredir ao pastiche "galhofa e cafona". A publicadora Rockstar Games, devido ao grande sucesso do título, quis continuar criando conteúdos na mesma atmosfera. A empresa há muito tinha o desejo de criar um jogo eletrônico de zumbis, encontrando em Red Dead Redemption a oportunidade perfeita. Em vez de criarem uma nova propriedade intelectual, a Rockstar queria que os jogadores vissem um apocalipse zumbi afetando um mundo que lhes fosse familiar, achando que isso transformaria a história em algo interessante. A equipe usou a analogia de um filme da década de 1970 a fim de explicarem suas ambições: Undead Nightmare no universo de Red Dead Redemption seria como se seus personagens estivessem filmando um "faroeste sério e revisionista" de dia e um "filme de horror insano" com o mesmo elenco durante a noite.
A Rockstar desejou equilibrar o conceito "inerentemente ridículo" de zumbis com seus aspectos de terror, além de adicionar um pouco de humor autoconsciente. Eles se basearam na história pregressa dos personagens do universo e associações populares com o interior dos Estados Unidos a fim de construir o conteúdo emocional da narrativa. A empresa também desejava que seus conteúdos extras, seguindo a experiência realizada em Grand Theft Auto IV, fossem histórias separadas com possíveis sobreposições, não continuações diretas do enredo principal. Dan Houser, vice-presidente de criação da Rockstar Games, também explicou o motivo do mundo de Grand Theft Auto não ter sido usado para o cenário zumbi, afirmando que as mecânicas de tiro de Red Dead Redemption, incluindo o modo de câmera lenta e precisão Dead Eye, eram mais adequados para tiros nas cabeças de mortos-vivos; que as criaturas encaixavam-se melhor em uma ambientação das Grandes Planícies, algo que lembrava mais longas-metragem de terror da década de 1970; e que John Marston encaixava-se muito melhor na tarefa de caçar zumbis do que os protagonistas dos jogos Grand Theft Auto.
Houser comentou que as resenhas sobre o título original pouco afetaram o desenvolvimento de Undead Nightmare, porém a equipe mesmo assim utilizou os conteúdos para download menores e atualizações para adicionar elementos que outros queriam para o jogo base. Ele disse que "acho que nunca vi a frase 'o que falta nesse jogo é o sobrenatural'", explicando como as opiniões dos desenvolvedores e seu interesse em fazer algo que ninguém estaria esperando mas iriam gostar do mesmo jeito conduziu a produção da expansão. Undead Nightmare estreou digitalmente para PlayStation 3 e Xbox 360 em 26 de outubro de 2010. Houser escreveu que a Rockstar estava satisfeita com os resultados e como o mundo de Red Dead Redemption e a temática de zumbis complementavam o contexto e profundidade uma da outra. Ele foi posteriormente lançado como um disco óptico autônomo em 23 de novembro, que compilava a campanha junto com os pacotes de expansão menores Legends and Killers e Liars and Cheats. Uma Edição Jogo do Ano que continha Red Dead Redemption mais todas as seus conteúdos para download, incluindo Undead Nightmare, estreou em 11 de outubro de 2011.

## Recepção
Undead Nightmare foi bem recebido pela crítica ao ser lançado. No agregador de resenhas Metacritic, que possui um índice de aprovação de 87/100 tanto para PlayStation 3 quanto Xbox 360, a partir de 30 e 49 críticas respectivamente. Ele foi nomeado a melhor expansão do ano pela GamesRadar e Shacknews, também vencendo o prêmio de melhor conteúdo para download entregue pela Spike Video Game Awards em 2010. Kristine Steimer da IGN afirmou que Undead Nightmare era uma "obra-prima" e "tudo aquilo que um conteúdo para download deveria ser", enquanto Justin Calvert da GameSpot achou que era divertido mas não no mesmo nível que o jogo original. Dan Whitehead da Eurogamer escreveu que era um "testamento ao trabalho de projeto da Rockstar que eles conseguiram jogar zumbis, o  mais saturado e usado meme cultural [...] sem que o resultado final pareça uma distração boba".
Os críticos consideraram que a história tinha um tom muito mais leve e bem humorado quando comparado ao jogo original. Steimer salientou a teatralidade exagerada de Undead Nightmare e as conotações de um filme B pastelão, com Neil Davey do The Guardian dizendo que o roteiro era "genuinamente engraçado". Calvert comentou que o humor era muito mais abundante, porém achou o enredo geral muito menos interessante e variado em relação a Red Dead Redemption. Whitehead destacou a missão paralela em que Marston conversa com um Pé-grande como sendo tanto absurda quanto pungente, falando que o roteiro da expansão compreendia o espírito dos personagens e equilibrava sardonismo com um pathos honesto. Entretanto, ele considerou que o projeto das missões era decepcionante e reclamou que muitas das missões envolviam o jogador buscar itens para outras pessoas e viajar entre pontos distantes no mapa apenas para iniciar cutscenes.
A qualidade geral da expansão também foi elogiada. Calvert disse que Undead Nightmare adicionou elementos novos significantes ao mesmo tempo que manteve as melhores qualidades de apresentação do jogo original. Whitehead escreveu que os esforços da Rockstar pareciam desafiar suas restrições quando outros desenvolvedores buscam alcançar apenas o mínimo possível. Ele comparou o revigoramento do jogo após a expansão com os conteúdos extras da empresa criados para Grand Theft Auto IV, também gostando de como Red Dead Redemption lidava com a extinção do oeste selvagem e Undead Nightmare com a extinção da civilização. Steimer comentou que todas as novas cutscenes, dublagem, trilha sonora e cenários retrabalhados mostravam o quanto trabalho a Rockstar tinha colocado na expansão.
A jogabilidade teve uma recepção mais mista. Whitehead disse que as armas de Marston são praticamente indistinguíveis uma da outra com exceção do bacamarte, que ele considerou ser apenas útil quando o jogador é sobrecarregado de inimigos. Calvert comentou que o combate era mais repetitivo e menos divertido, explicando que os zumbis mal apresentavam uma ameaça pois não usavam armas, cavalos, coberturas e outras complexidades de inimigos humanos, exceto alguns tipos de zumbis que apenas ameaçam a curta distância. Steimer e Whitehead também acharam os controles um pouco desajeitados. Mesmo assim, Steimer falou que matar os zumbis era muito divertido e as diferentes armas e itens disponíveis ao jogador abriam grandes possibilidades de jogabilidade.
Os críticos elogiaram o modelo de distribuição de Undead Nightmare como conteúdo para download. Davey afirmou que era a melhor compra de 2010 pelo preço cobrado, com Steimer considerando um preço justo por tudo que o pacote de expansão oferecia. Por outro lado, a Official Xbox Magazine sentiu que seu preço era ligeiramente alto. Henry Gilbert da GamesRadar comentou que o conceito do jogo inicialmente parecia uma artimanha para ganhar dinheiro com pouco trabalho, porém admitiu que estava errado e ficou surpreso pela profundidade do título. A Official Xbox Magazine nomeou Undead Nightmare como o melhor conteúdo para download já lançado até então. A versão física autônoma do jogo vendeu duas milhões de unidades até agosto de 2011. Não existem dados de vendas sobre a versão digital.

## Legado
Undead Nightmare já foi considerado uma dos melhores conteúdos para download já lançados na história. Rick Lane da Kotaku escreveu sobre sua originalidade, mesmo com a temática de zumbis, e comentou que ele funcionava melhor quando a Rockstar exercia um senso de humor. Lane também afirmou que o nível de entretenimento do jogo fazia o primeiro lançamento da empresa em anos que "abraça com todo coração a natureza inerentemente insana de jogos de mundo aberto". Para Bill Lavoy da USgamer, Undead Nightmare elevou tudo que tinha de bom em Red Dead Redemption, dizendo que a expansão ainda valia a pena ser jogada mesmo anos depois de sua estreia. Matt Beaudette da Hardcore Gamer citou a expansão como um dos poucos conteúdos para download que nunca se encaixaria junto com o jogo base, mas que sua situação como algo paralelo permitiu que os desenvolvedores explorassem novas ideias. Jeff Ramos da Polygon escreveu que Undead Nightmare conseguiu se destacar na saturação zumbi da época em que foi lançado, elogiando as alterações de jogabilidade e atmosfera e afirmando que "foi uma abordagem revigorante sobre como zumbis poderiam ser em um mundo preexistente da Rockstar. [...] Os zumbis não eram apenas um novo tipo de inimigo para Marston balear, mas uma ameaça específica para sua família e vizinho".